# Fabiano Machado
Fabiano Machado (* 28. Mai 1986) ist ein ehemaliger brasilianischer Automobilrennfahrer. Machado gewann 2011 die südamerikanische Formel-3-Meisterschaft. 2012 startete er in der GP3-Serie.

## Karriere
Machado begann seine Motorsportkarriere 2003 im Alter von 17 Jahren im Kartsport. Bis 2010 blieb er in dieser Sportart aktiv. 2010 wechselte Machado in den Formelsport und stieg während der Saison bei Cesário Fórmula in die südamerikanische Formel-3-Meisterschaft ein. Machado gewann vier Rennen und schloss seine Debütsaison auf dem vierten Meisterschaftsplatz ab. 2011 blieb Machado bei Cesário Fórmula in der südamerikanischen Formel 3. Er dominierte die Saison und gewann 17 von 25 Rennen. Mit 536 Punkten gewann er den Meistertitel vor seinem Teamkollegen Ronaldo Freitas, der 331 Punkte erzielt hatte.
2012 wechselte Machado nach Europa zu Marussia Manor Racing in die GP3-Serie. Während sein Teamkollege Tio Ellinas ein Rennen gewann, blieb Machado ohne Punkte und schloss die Saison auf dem 21. Gesamtrang ab.

## Statistik

### Karrierestationen
- 2003–2009: Kartsport
- 2010: Südamerikanische Formel 3 (Platz 4)
- 2011: Südamerikanische Formel 3 (Meister)
- 2012: GP3-Serie (Platz 21)